# Халматов Володимир Костянтинович
Володимир Костянтинович Халма́тов (нар. 5 лютого 1912 — пом. 2 листопада 1969) — бурятський радянський актор, театральний режисер. драматург і педагог; заслужений артист РРФСР з 30 жовтня 1957 року, народний артист РРФСР з 25 грудня 1959 року.

## Біографія
Народився 5 лютого 1912 року на території нинішнього Аларського району Іркутської області Росії. Дитинство провів в улусі Мардай Балаганського повіту Іркутської губернії. Рано став сиротою. Виховувався у сім'ї сестри матері. Закінчив вісім класів Кутулицької дев'ятирічної школи Аларського району. У 1930 році вступив до театральної студії Будинку національного мистецтва у Верхньоудинську, який у березні 1931 року було реорганізовано у технікум мистецтв. 1932 року закінчив навчання і вступив до Бурятського театру. У 1935 році виключався з комсомолу за «побутове розкладання» (пияцтво), у 1937 році виключався з профспілки. 
1944 року набирав акторський курс у театрально-музичному училищі в Улан-Уде, почав працювати у театрі режисером. У 1948 році звільнений із театру і протягом 1948—1952 років викладав російську мову та літературу в Нельхайській середній школі Аларського району Іркутської області, потім у Чесанській семирічній школі Кіжингинського району. У вересні 1952 року повернувся до театру. Помер 2 листопада 1969 року.

## Творчість
У театрі зіграв ролі:
- Фердинанд («Буря» Вільяма Шекспіра, 1939, 1944);
- Баїр («Баїр» Гомбожапа Цидинжапова та Аполлона Шадаєва);
- Микола Скроботов («Вороги» Максима Горького, 1955);
- Забєлін («Кремлівські куранти» Миколи Погодіна, 1957);
- Зорігто («Перший рік» Цирена Шагжина, 1956);
- Бабушкін («Барометр показує бурю» Даширабдана Батожабая, 1957);
- Чацький («Лихо з розуму» Олександра Грибоєдова, 1958);
- Горностаєв («Любов Ярова» Костянтина Треньова, 1963).

У 1940 році взяв учать у Першій Декаді бурятського мистецтва та літератури та у 1959 році — у Другій Декаді, які проходили у Москві.
Поставив комедію Вільяма Шекспіра «Сон літньої ночі» та історичну драму Xоца Намсараєва «Батіг тайші».
Автор п'єс «Сила кохання» (1948), «Одним подихом» (1959), «Сім'я Базару» (1965), поставлених на сцені Бурятського театру драми.
Знявся у двох фільмах: «Намісник Будди» (1936) та «Пора тайгового проліска» (1958).